# Довгаль Михайло Федорович
Михайло Федорович Довгаль (нар. 8 листопада 1900, станція Полонне, тепер місто Хмельницької області — 30 жовтня 1980, Київ) — український радянський діяч, міністр автомобільного транспорту і шосейних доріг Української РСР, доцент Київського автомобільно-дорожнього інституту. Депутат Верховної Ради УРСР 5-го скликання.

## Біографія
Народився у родині селянина-бідняка. Трудову діяльність розпочав у 1911 році чорноробом на цегельному заводі.
Член ВКП(б) з 1926 року.
У 1930 році — начальник Лубенського окружного дорожнього відділу, у 1932 — Вінницького обласного дорожнього відділу.
У 1935—1937 роках — у Червоній армії. У 1937 році закінчив Військово-транспортну академію РСЧА. Працював начальником Вінницького обласного дорожнього управління.
У 1940—1941 роках — заступник начальника Головного шляхового (дорожнього) управління при Раді Народних Комісарів Української РСР.
З жовтня 1941 року — у Червоній армії, учасник німецько-радянської війни. Служив начальником 8-го управління Головного управління шосейних доріг (ГУШОСДОРу) НКВС при штабі Південного фронту, начальником 2-го відділу управління автотранспортної і дорожньої служби Чорноморської групи військ Закавказького округу, начальником дорожнього відділу Окремої Приморської армії та начальником дорожнього відділу Північно-Кавказького і 2-го Прибалтійського фронтів.
У квітні 1946 — травні 1953 року — начальник Головного шляхового управління при Раді Міністрів Української РСР.
25 травня — 7 жовтня 1953 року — міністр шляхового і транспортного господарства Української РСР.
7 жовтня 1953 — 29 травня 1961 року — міністр автомобільного транспорту і шосейних доріг Української РСР. Звільнений з посади «за станом здоров'я».
З 1961 року — доцент Київського автомобільно-дорожнього інституту.
Персональний пенсіонер союзного значення в місті Києві, де й помер 30 жовтня 1980 року.

## Військові звання
- військовий інженер 3-го рангу
- військовий інженер 2-го рангу
- інженер-майор
- інженер-підполковник
- інженер-полковник

## Нагороди
- орден Трудового Червоного Прапора
- орден Червоного Прапора
- два ордени Вітчизняної війни І-го ст. (20.11.1943, 16.05.1944)
- два ордени Червоної Зірки (25.06.1942, 25.10.1942)
- медалі
- медаль «За оборону Кавказу»
- медаль «За перемогу над Німеччиною у Великій Вітчизняній війні 1941—1945 рр.»
- Почесна грамота Президії Верховної Ради Української РСР (5.11.1960)
- заслужений шляховик Української РСР (1963)